# Marek Hamšík
Marek Hamšík (* 27. července 1987 Banská Bystrica) je bývalý slovenský profesionální fotbalista, který hrál na pozici středního záložníka naposledy za turecký klub Trabzonspor. Mezi lety 2007 a 2022 odehrál také 134 utkání v dresu slovenské reprezentace, ve kterých vstřelil 26 branek. Od roku 2010 byl reprezentačním kapitánem.
Velkou část své kariéry strávil v italském SSC Neapol, kde za 12 let odehrál přes 400 ligových utkání. Účastník Mistrovství světa 2010 v Jihoafrické republice, kde byl kapitánem slovenského národního týmu, a EURA 2016 ve Francii. Na kontě má více než 100 startů v dresu slovenského reprezentačního A-mužstva.
Za roky 2007 a 2008 vyhrál cenu Petra Dubovského, která se na Slovensku uděluje nejlepšímu slovenskému hráči do 21 let. V letech 2009, 2010, 2013, 2014, 2015 a 2016 vyhrál slovenskou anketu Fotbalista roku. Jeho fotbalovým vzorem je Pavel Nedvěd. Jeho mladší bratranec Raymundo Hamšík se věnuje také fotbalu.
Dne 1. června 2023 Hamšík oznámil, že po sezóně 2022/23 ukončí kariéru.

## Rodina
Otec Richard Hamšík hrával fotbal za FK Dukla Banská Bystrica, matka hrávala házenou, stejně jako sestra Michaela, která byla i ve slovenské reprezentaci do 19 let.

## Klubová kariéra

### FK JUPIE Banská Bystrica-Podlavice
Marek Hamšík vyrůstal v Banské Bystrici, ale nikdy nehrál za místní klub FK Dukla Banská Bystrica. Začínal ve svých pěti letech v menším klubu FK JUPIE Banská Bystrica-Podlavice, kde působil až do svých 14 roků (od června 2014 nese název JUPIE Futbalová škola Mareka Hamšíka). V Jupii ho vedl trenér Ivan Štulajter, který zpozoroval jeho nesmírný talent. Marek měl přehled o dění na celém hřišti, měl stoprocentní přístup, nic nezanedbával a jeho hra nepostrádala lehkost. Marek Hamšík byl na testech ve Spartě Praha, která o něj měla zájem, ale z přestupu nakonec sešlo.

### ŠK Slovan Bratislava
Z JUPIE Banská Bystrica-Podlavice přestoupil v roce 2002 ještě jako dorostenec do bratislavského Slovanu, se kterým získal slovenský dorostenecký titul. Dělal rychlé pokroky a své vrstevníky převyšoval, nebyly mu cizí ani individuální tréninky v době svého volna. Do A-mužstva Slovanu se dostal v roce 2004 (Slovan hrál tou dobou 2. slovenskou ligu), debutoval 24. července v zápase s MFK Zemplín Michalovce. O dva týdny později 7. srpna vstřelil svůj první gól během domácího utkání s Tatranem Prešov, Slovan vyhrál 4:2.
Hamšík nakonec odehrál celkem 6 zápasů, ve kterých střelil jeden gól. Poté přestoupil ve svých 17 letech za 500 000 eur do Itálie do klubu Brescia Calcio hrajícího Serii A.

### Brescia Calcio
První zápas za Brescii odehrál 20. března 2005 proti domácímu mužstvu AC ChievoVerona, když nastoupil na hřiště v 65. minutě. Brescia prohrála 1:3. Brescia skončila v konečném pořadí Serie A na 19. pozici a sestoupila do druhé nejvyšší italské ligy Serie B. V sezóně 2005/06 odehrál Hamšík ve druhé lize 24 ligových zápasů, klub skončil na 10. místě. Následující sezónu 2006/07 vsítil Hamšík 10 gólů během 40 zápasů.
V klubu strávil celkem 3 povedené roky a poté přestoupil do dalšího italského mužstva SSC Neapol.

### SSC Neapol
28. června 2007 přestoupil za 5,5 milionu eur do mužstva SSC Neapol, nováčka v Serii A. Podepsal zde pětiletý kontrakt. Jeho prvním ostrým zápasem bylo utkání proti Ceseně v prvním kole italského poháru. Neapol vyhrála 4:0, Marek připravil první gól a druhý sám vstřelil. V lize se poprvé trefil 16. září 2007 proti Sampdorii Janov (2:0). Za svou první sezónu (2007/08) vstřelil 9 gólů v 37 zápasech, což z něj činilo nejlepšího klubového střelce.
V sezóně 2011/12 vyhrál s Neapolí italský pohár Coppa Italia. Ve finále proti Juventusu vstřelil v 83. minutě druhý gól utkání, které skončilo vítězstvím Neapole 2:0.
14. února 2013 v jarní vyřazovací části Evropské ligy 2012/13 nastoupil ve druhém poločase v šestnáctifinále proti českému mužstvu FC Viktoria Plzeň, které vyhrávalo po první půli 1:0. Marek Hamšík hru výrazně oživil, měl i několik velmi dobrých střeleckých příležitostí, ale branku nevstřelil ani ji nepřipravil. Plzeň zvítězila v Neapoli 3:0. O týden později k odvetě v Plzni nenastoupil, Neapol prohrála poměrem 0:2 a z pohárové soutěže vypadla. V Serii A se vedlo Markovi mnohem lépe, Neapol dlouhou dobu naháněl vedoucí Juventus FC v boji o titul, nakonec skončil na konečné druhé příčce zajišťující přímý postup do Ligy mistrů 2013/14.

#### Sezóna 2013/14
Nový trenér Neapole Španěl Rafael Benítez, který přišel před sezónou 2013/14, ustanovil Hamšíka kapitánem mužstva. V úvodním kole Serie A 2013/14 25. srpna 2013 vstřelil Marek dva góly proti hostujícímu týmu Bologna FC 1909, navíc měl podíl i na třetím. Neapol zvítězila 3:0. Dva góly vstřelil i v následujícím ligovém kole proti domácímu AC ChievoVerona, pomohl k výhře 4:2. 2. listopadu 2013 vstřelil vítězný gól Neapole při výhře 2:1 nad týmem Calcio Catania. S Neapolí nepostoupil ze základní skupiny F do vyřazovacích bojů Ligy mistrů 2013/14, italský tým v ní obsadil třetí místo, přestože měl stejný počet bodů (12) jako první Borussia Dortmund a druhý Arsenal FC. 23. listopadu v ligovém utkání s Parmou musel po devíti minutách na hřišti odstoupit kvůli poraněnému chodidlu. Šlo o zapálený nerv a hráč byl mimo hru do konce roku 2013. Do prvního zápasu po potížích nastoupil 15. ledna 2014 v 60. minutě osmifinále Coppa Italia proti Atalantě Bergamo (výhra 3:1). Po zranění se však potýkal se slabší formou, kouč Benítez jej nasazoval nepravidelně. V sezoně 2013/14 vyhrál italský pohár Coppa Italia (svůj druhý v dresu SSC), ve finále Neapol porazila Fiorentinu 3:1.

#### Sezóna 2014/15
V sezoně 2014/15 se Neapoli nepodařilo proniknout do základní skupiny Ligy mistrů UEFA, Marek Hamšík se tak představil v základní skupině I Evropské ligy (EL), kde se kampánský tým střetl s AC Sparta Praha (Česko), ŠK Slovan Bratislava (Slovensko) a BSC Young Boys (Švýcarsko). V utkání v Bratislavě 2. října 2014 proti Slovanu hrál de facto na „domácí“ půdě (ze Slovanu odešel do Itálie) a byl nejlepším mužem na hřišti. Při výhře 2:0 jeden gól vstřelil a na druhý přihrával Gonzalo Higuaínovi, při střídání byl navíc odměněn potleskem domácích fanoušků. Gól vstřelil Slovanu i v domácí odvetě (výhra 3:0). S Neapolí postoupil do jarního šestnáctifinále EL.
22. prosince 2014 získal s Neapolí italský Superpohár po výhře v penaltovém rozstřelu nad Juventusem, hrálo se v katarském Dauhá. Neapol získala trofej podruhé ve své historii a po 24 letech, před Hamšíkem zdvihal v roce 1990 pohár nad hlavu tehdejší kapitán týmu Diego Maradona.

#### Sezóna 2015/16
V ročníku 2015/16 dosáhl na metu 300 odehraných zápasů v italské Serii A. S klubem se stal vicemistrem této soutěže za vítězným Juventusem Turín.

#### Sezóna 2016/17
4. února 2017 ve 23. kole Serie A proti mužstvu Bologna FC 1909 vstřelil svůj premiérový hattrick a pomohl tak svému týmu k vysoké výhře 7:1. Po něm ztrácel již pouze 6 gólů na nejlepšího kanonýra klubu, legendárního Argentince Diega Maradonu.

#### Sezóna 2017/18

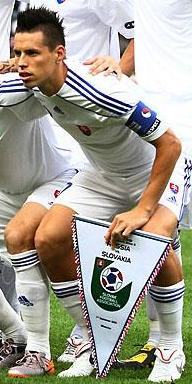
Marek Hamšík v dresu slovenské fotbalové reprezentace.

Klubové zásahy Diega Maradony (celkem 115 do roku 1991) dorovnal 16. prosince 2017 při výhře 3:1 proti FC Turín. Stošestnáctý gól, který jej katapultoval do čela historického žebříčku nejlepších střelců Neapole, vsítil o týden později 23. prosince. K výhře 3:2 nad Sampdorií Janov pomohl vítězným gólem.

## Reprezentační kariéra
Marek Hamšík působil v některých slovenských mládežnických výběrech. V reprezentačním výběru do 17 let se účastnil kvalifikace na evropský šampionát U17. Ve výběru do 19 let usiloval se spoluhráči o postup na Mistrovství Evropy U19. Byl také součástí týmu do 21 let.

### A-mužstvo
Od roku 2007 hraje za A-mužstvo Slovenska. Debutoval v přátelském zápase 13. února 2007 proti Polsku ve španělském městě Jerez de la Frontera, který skončil remízou 2:2. Slovenský trenér Ján Kocian jej poslal na hřiště v 81. minutě.
Zúčastnil se i Mistrovství světa 2010 v Jihoafrické republice, kde vedl slovenský tým jako kapitán.
14. listopadu 2012 nastoupil v přátelském utkání v Olomouci proti České republice. Slovenský národní tým prohrál 0:3. 6. února 2013 nastoupil v Bruggách proti domácí Belgii. Slovensko sahalo po remíze, ale nakonec utkání prohrálo 1:2 gólem z 90. minuty. 22. března 2013 nastoupil v domácím kvalifikačním zápase v Žilině proti Litvě, který skončil remízou 1:1. Slovensko si tímto výsledkem značně zkomplikovalo situaci v kvalifikační skupině G na MS 2014 v Brazílii. Marek se neprosadil ani 26. března 2013 v přátelském utkání proti Švédsku, které skončilo bezbrankovou remízou. V srpnu 2013 jej povolal nový trenér Slovenska Ján Kozák k přátelskému střetnutí s domácím Rumunskem (14. srpna, remíza 1:1). 6. září 2013 nastoupil na stadionu Bilino Polje v Zenici proti domácí Bosně a Hercegovině, slovenský celek zvítězil 1:0 (a zároveň připravil první porážku bosenského týmu v tomto kvalifikačním cyklu). Toto vítězství také znamenalo uchování určité naděje na postup Slovenska na MS 2014 v Brazílii. V odvetě 10. září 2013 v Žilině vstřelil Bosně gól, ale Slovensko podlehlo svému balkánskému soupeři 1:2 a ztratilo naději alespoň na baráž o Mistrovství světa 2014 v Brazílii. 15. listopadu 2013 na Městském stadionu ve Vratislavi proti domácímu Polsku dvakrát přihrával svým spoluhráčům na gól, Slovensko porazilo reprezentaci svého severního souseda 2:0.
9. října 2014 byl u vítězství 2:1 v kvalifikačním zápase na EURO 2016 proti Španělsku. Ačkoli měl předtím jisté zdravotní problémy, na jeho hře to vůbec nebylo znát. Hamšík podal stejně jako celý tým velice kvalitní výkon, Slovensko po úvodní výhře nad Ukrajinou vyhrálo i nad úřadujícími mistry Evropy Španěly a potvrdilo tak výborný vstup do kvalifikace. O tři dny později 12. října se zaskvěl dvěma góly do sítě domácího Běloruska, čímž jen stvrdil svou formu. Oba góly byly pohotové střely uvnitř pokutového území, první po přihrávce Vladimíra Weisse a druhá po odrazu od tyče. Se slovenskou reprezentací slavil 12. října 2015 postup na EURO 2016 ve Francii (historicky první pro Slovensko v éře samostatnosti).

#### Mistrovství světa 2010
Na světovém šampionátu 2010 v Jižní Africe se Slovensko dostalo do osmifinále, kde podlehlo pozdějšímu vicemistrovi Nizozemsku 1:2. Marek Hamšík byl na tomto vrcholovém turnaji kapitánem. V základní skupině F v prvním zápase proti Novému Zélandu (15. června 2010) dovedl svůj tým k remíze 1:1. V utkání proti Paraguayi (21. června 2010) se Slovensku nedařilo a prohrálo jej 0:2, Marek odehrál kompletní počet minut. Třetí zápas proti Itálii (24. června 2010) skončil cenným vítězstvím 3:2, které slovenskému mužstvu zaručilo účast v osmifinále na úkor Itálie a Nového Zélandu. V osmifinále odehrál Hamšík také kompletní počet 0 Slovensko prohrálo 1:2 a s turnajem se rozloučilo.

#### EURO 2016
Trenér Ján Kozák jej vzal na EURO 2016 ve Francii, kam se Slovensko probojovalo poprvé v éře samostatnosti. První utkání proti Walesu Slovensko s Hamšíkem v základní sestavě prohrálo 1:2. Ve druhém zápase proti Rusku přispěl gólem k důležitému vítězství 2:1. V posledním zápase základní skupiny proti Anglii se zrodila remíza 0:0. Slovenští fotbalisté skončili se 4 body na třetím místě tabulky, v osmifinále se představili proti reprezentaci Německa (prohra 0:3), a s šampionátem se rozloučili. Marek Hamšík odehrál všechna 4 utkání svého mužstva na šampionátu.

### Reprezentační zápasy a góly
Zápasy Marka Hamšíka za A-mužstvo Slovenska
| 2007                | 9   | 26 |
| 2008                | 9   | 78 |
| 2009                | 11  | 99 |
| 2010                | 13  | 0  |
| 2011                | 9   | 0  |
| 2012                | 9   | 24 |
| 2013                | 8   | 17 |
| 2014                | 7   | 36 |
| 2015                | 8   | 3  |
| 2016                | 12  | 3  |
| 2017                | 8   | 1  |
| Celkem              | 103 | 21 |
| Platí k 24. 1. 2018 |     |    |

Góly Marka Hamšíka za A-mužstvo Slovenska
| 010                 | 13. 10. 2007 | Mestský štadión, Dubnica nad Váhom, Slovensko | San Marino          | 01:0 0(24.)   | 7:0 | kvalifikace na EURO 2008 |
| 02                  | 21. 11. 2007 | Stadio Olimpico, Serravalle, San Marino       | San Marino          | 00:3 0(53.)   | 0:5 | kvalifikace na EURO 2008 |
| 03                  | 6. 9. 2008   | Tehelné pole, Bratislava, Slovensko           | Severní Irsko       | 02:0 0(70.)   | 2:1 | kvalifikace na MS 2010   |
| 04                  | 19. 11. 2008 | Tehelné pole, Bratislava, Slovensko           | Lichtenštejnsko     | 01:0 0(43.)   | 4:0 | přátelský zápas          |
| 05                  | 19. 11. 2008 | Tehelné pole, Bratislava, Slovensko           | Lichtenštejnsko     | 02:0 0(72.)   | 4:0 | přátelský zápas          |
| 06                  | 10. 2. 2009  | Lemesos, Kypr                                 | Ukrajina            | 02:2 0(69.)   | 2:3 | Cyprus Tournament 2009   |
| 07                  | 5. 9. 2009   | Tehelné pole, Bratislava, Slovensko           | Česko               | 02:1 0(73.)   | 2:2 | kvalifikace na MS 2010   |
| 08                  | 14. 11. 2009 | Tehelné pole, Bratislava, Slovensko           | USA                 | 01:0 0(26.)   | 1:0 | přátelský zápas          |
| 09                  | 15. 8. 2012  | TRE-FOR Park, Odense, Dánsko                  | Dánsko              | 01:2 0(73.)   | 1:3 | přátelský zápas          |
| 10                  | 12. 10. 2012 | Stadion Pasienky, Bratislava, Slovensko       | Lotyšsko            | 01:0 0(6.)    | 2:1 | kvalifikace na MS 2014   |
| 11                  | 10. 9. 2013  | Štadión pod Dubňom, Žilina, Slovensko         | Bosna a Hercegovina | 01:0 0(42.)   | 1:2 | kvalifikace na MS 2014   |
| 12                  | 12. 10. 2014 | Borisov Arena, Barysaŭ, Bělorusko             | Bělorusko           | 00:1 0(65.)   | 1:3 | kvalifikace na EURO 2016 |
| 13                  | 12. 10. 2014 | Borisov Arena, Barysaŭ, Bělorusko             | Bělorusko           | 01:2 0(84.)   | 1:3 | kvalifikace na EURO 2016 |
| 14                  | 18. 11. 2014 | Štadión pod Dubňom, Žilina, Slovensko         | Finsko              | 02:0 0(7.)    | 2:1 | přátelský zápas          |
| 15                  | 14. 6. 2015  | Štadión pod Dubňom, Žilina, Slovensko         | Makedonie           | 02:0 0(38.)   | 2:1 | kvalifikace na EURO 2016 |
| 16                  | 12. 10. 2015 | Stade Josy Barthel, Lucemburk, Lucembursko    | Lucembursko         | 00:1 0(24.)   | 2:4 | kvalifikace na EURO 2016 |
| 17                  | 12. 10. 2015 | Stade Josy Barthel, Lucemburk, Lucembursko    | Lucembursko         | 02:4 0(90+1.) | 2:4 | kvalifikace na EURO 2016 |
| 18                  | 29. 5. 2016  | WWK Arena, Augsburg, Německo                  | Německo             | 01:10(41.)    | 1:3 | přátelský zápas          |
| 19                  | 15. 6. 2016  | Stade Pierre-Mauroy, Lille, Francie           | Rusko               | 00:20(45.)    | 1:2 | EURO 2016                |
| 20                  | 11. 11. 2016 | City Arena Trnava, Trnava, Slovensko          | Litva               | 04:00(86.)    | 4:0 | kvalifikace na MS 2018   |
| 21                  | 10. 6. 2017  | LFF stadionas, Vilnius, Litva                 | Litva               | 00:20(58.)    | 1:2 | kvalifikace na MS 2018   |
| Platí k 24. 1. 2018 |              |                                               |                     |               |     |                          |

## Úspěchy

### Reprezentační
- 1× účast na Mistrovství světa (2010 - osmifinále)

### Individuální
- 2× Cena Petra Dubovského (nejlepší slovenský fotbalista do 21 let) - 2007, 2008 [3]
- 6× slovenský Fotbalista roku - 2009, 2010, 2013, 2014, 2015, 2016[3][4]
- v prosinci 2014 obdržel „Sportovní čestné občanství města Neapol“[69]
- Tým roku Serie A – 2010/11,[70] 2015/16,[71] 2016/17[72]